# Kropenatec borový
Kropenatec borový (Macaria liturata), známý také jako kropenatec sosnový, je noční motýl z čeledi píďalkovitých, který se vyskytuje i v České republice.

## Rozšíření
Vyskytuje se v jehličnatých lesích eurosibiřské oblasti včetně ČR. Preferuje bory a smrčiny, ale lze se s ním setkat i v lesích smíšených. Zasahuje i do horských poloh.
Ačkoli areál rozšíření kropenatce borového je rozsáhlý, na lokalitách nebývá hojný.

## Popis

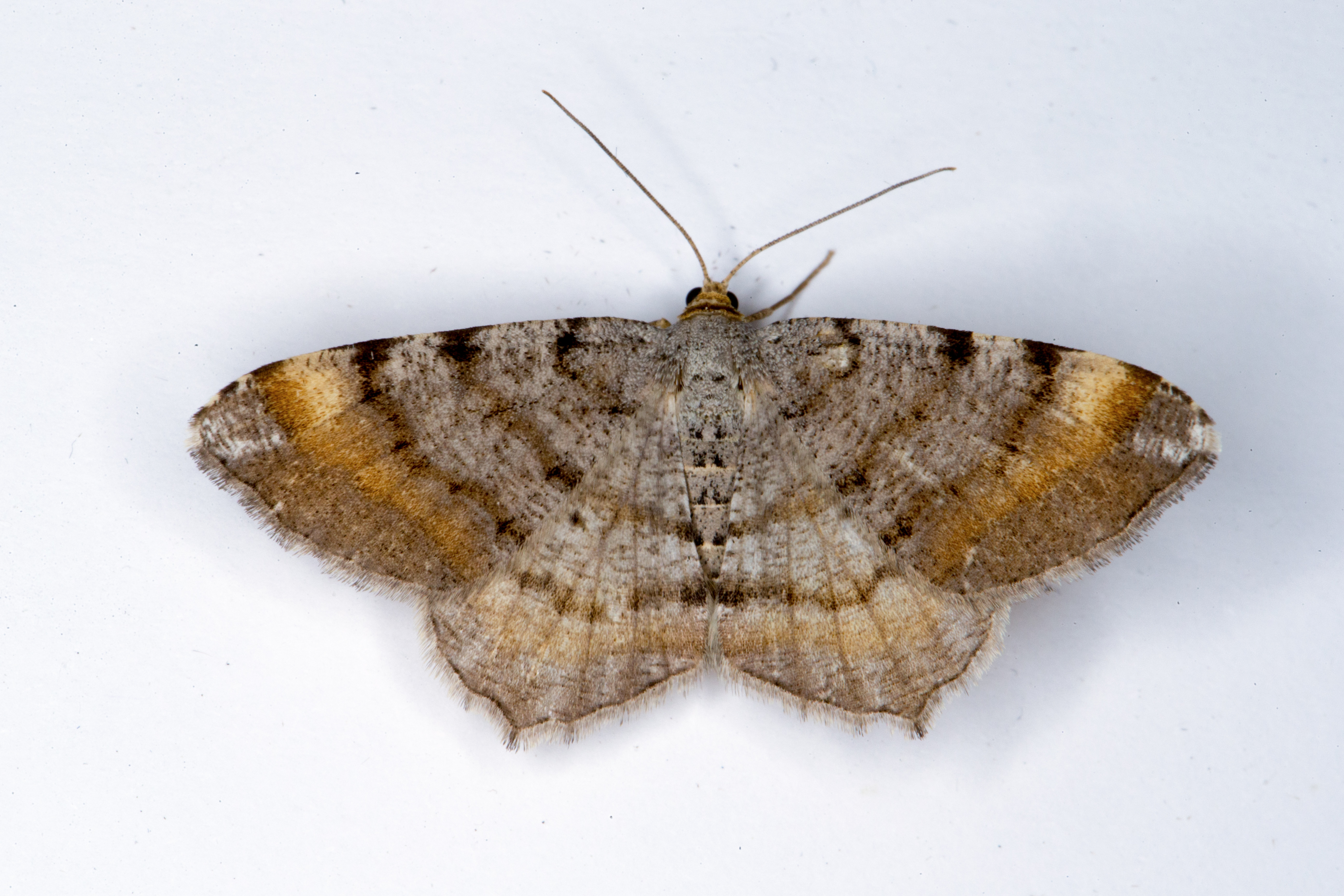
Imago

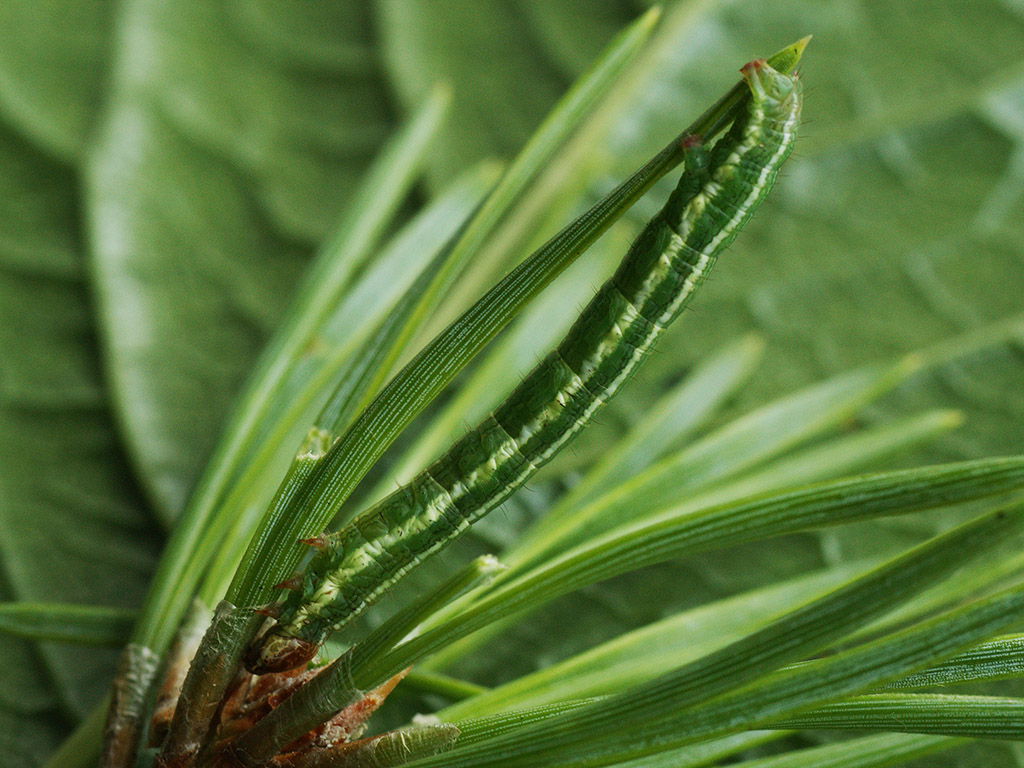
Housenka

Délka předního křídla je 15–18 mm. Základní barvou motýla je šedohnědá, přičemž přední část těla je mírně světlejší než zadní. Lícní strana křídel je lehce hnědě kropenatá se soustředným tmavým žíháním, které zasahuje na oba páry křídel. Obruba předních křídel je tmavě hnědá, před ní je okrově žlutý pruh, který je výrazný při vnějším okraji křídla a postupně slábne k vnitřnímu okraji, kde přechází na křídla zadní. Ta mají uprostřed tmavou skvrnku (která ale není vidět, pokud motýl odpočívá). Nápadným prvkem zbarvení dospělce je okrový límec hrudi, který kontrastuje s šedou přední částí křídel.
Housenkou kropenatce borového je píďalka, v posledním instaru žlutozelená s tmavou, jasně lemovanou podélnou čárou na hřbetě a žlutým pruhem na bocích.
Kukla je hnědá, štíhlá.

## Bionomie
Kropenatec borový tvoří v průběhu roku dvě generace. Motýli létají od května do srpna. Přes den odpočívají v křoví nebo na kmenech stromů – křídla svým zbarvením splývají s kůrou borovic. I přes toto maskování je kropenatec plachý motýl a při vyrušení rychle odlétá klikatým letem.
Housenky žijí od června do září na různých druzích borovic, zejména na borovici lesní a vejmutovce, ale také na jiných druzích jehličnanů včetně jalovce obecného. Kuklí se na zemi v mechu, kukla druhé generace přezimuje.